# パランツァーノ
パランツァーノ（伊: Palanzano）は、イタリア共和国エミリア＝ロマーニャ州パルマ県にある、人口約1,000人の基礎自治体（コムーネ）。

## 地理

### 位置・広がり

#### 隣接コムーネ
隣接するコムーネは以下の通り。括弧内のREはレッジョ・エミリア県 所属を示す。
- コルニーリオ
- モンキオ・デッレ・コルティ
- ネヴィアーノ・デッリアルドゥイーニ
- ラミゼート (RE)
- ティッツァーノ・ヴァル・パルマ
- ヴェット (RE)

### 気候分類・地震分類
パランツァーノにおけるイタリアの気候分類 (it) および度日は、zona F, 3432 GGである。
また、イタリアの地震リスク階級 (it) では、zona 2 (sismicità media) に分類される。

## 行政

### 分離集落
パランツァーノには、以下の分離集落（フラツィオーネ）がある。
- Caneto, Case Ferrarini, Celso, Isola, Lalatta, Nirone, Palazzo, Pignone, Pratopiano, Ranzano, Ruzzano, Selvanizza, Sommo Groppo, Trevignano, Vaestano, Vairo Inferiore, Vairo Superiore, Valcieca, Zibana